# ایوان ترگوبوف
ایوان ترگوبوف (روسی: Иван Серге́евич Трегубов؛ ۱۹ ژانویهٔ ۱۹۳۰ – ۱ سپتامبر ۱۹۹۲) بازیکن هاکی روی یخ اهل اتحاد جماهیر شوروی سوسیالیستی بود.